# Massakren på Utøya
Massakren på Utøya fandt sted den 22. juli 2011 på øen Utøya, som en del af terrorangrebene i Norge. 
Om eftermiddagen skød og dræbte Anders Behring Breivik en række deltagere fra den socialdemokratiske ungdomsorganisation Arbeidernes Ungdomsfylking (AUF), der holdt sommerlejr på Utøya. Breivik nåede at dræbe 67 personer ved skydning. Dertil omkom én ved drukning, og den sidste ved fald – i alt 69 omkomne.

## Skuddramaet
Om natten mellem den 22. og 23. juli blev tallet på dræbte sat til "mindst 80", men der var usikkerhed om dette tal. Antallet nåede den 24. juli op på 92. Mindst 90 blev indlagt på hospitalet. Antal dræbte blev senere nedjusteret til 69.[kilde mangler]
Den tidligere norske statsminister Gro Harlem Brundtland var på øen den 22. juli, men forlod den klokken 15. Den daværende norske statsminister Jens Stoltenberg skulle deltage i mødet dagen efter.[kilde mangler]

### Breiviks ankomst
Efter bomben i Oslo var sprængt, blev der holdt et informationsmøde i hovedhuset på Utøya. AUF-lederen Eskil Pedersen oplyste, at regeringen var bragt i sikkerhed, men kunne ikke svare på, om Stoltenbergs aftalte besøg på Utøya den følgende dag kom til at gå efter planen. Så gav Pedersen ordet til Monica Bøsei, kendt som "Mor Utøya" efter at have været lejrleder i tyve år. (Hun havde to døtre i lejren, og hendes sambo var skipper på færgen til øen.) Bøsei sagde at "lige nu er Utøya det tryggeste sted i hele verden". Efter mødet gik hun ned til færgen for at sejle over fjorden. Hun havde fået et opkald fra fastlandet om, at en politimand fra PST (Politiets SikkerhedsTjeneste) var kommet for at gennemføre en rutinekontrol efter bomben i Oslo, og medbragte flere kasser med udstyr i. Monica Bøsei ville tale med ham, før han gik i land på øen, at han ikke måtte skabe unødig frygt blandt de unge. Hun mødte Breivik på fastlandet, talte med ham på tilbageturen, og fik yderst knappe svar. De ankom til Utøya kl. 17:07. Bøsei var blevet mistænktsom og hentede den erfarne politimand Trond Berntsen, kronprinsesse Mette-Marits stedbror, der var vagt på sommerlejren, og havde sin tiårige søn med.
Sammen gik Bøsei og Berntsen hen mod Breivik, som skød dem begge ned. Bøseis sambo var vidne til drabene. Lidt længere væk sad han og Bøseis syttenårige datter sammen med en veninde. Breivik skød veninden. Da Jon Olsen var tryg ved, at hans datter var i sikkerhed, sejlede han kl 17:30 fra øen med Eskil Pedersen og flere andre om bord. Pedersen blev senere kritiseret for sin flugt. Mens "Thorbjørn" lå i Tyrifjorden, ringede flere fra Utøya og bad om, at den måtte vende tilbage. Det gjorde den ikke, og Pedersen fastholder, at han ikke kan huske, hvem der besluttede, at de ikke skulle komme de tilbageblevne til undsætning. AUF-medlem Bjørn Ihler overlevede ved at gemme sig på øens sydspids: "Det er nemt at sige, at det er det, folk ville gøre; at de fleste ville være flygtet. Men det her var lederen for gruppen på øen. Det er, som når kaptajnen forlader skuden," sagde Ihler.

### Massakren
Under massakren gemte deltagerne på øen sig i buske og krat, mens andre svømmede til fastlandet. Omkring klokken 19:00 meddelte nyhedsmedier, at gerningsmanden var pågrebet. Gerningsmanden Anders Behring Breivik havde våbentilladelse, var medlem af en frimurerloge, og påstod at være medlem af en ekstrem højreorienteret gruppe, der sandsynligvis kun var et påfund fra hans side. Via sit private firma købte han kunstgødning i store mængder til at fremstille sprængstof af. Under massakren benyttede han såkaldte dum dum-kugler for at påføre ofrene størst mulig skade.
Mens ambulancer og politibiler kørte mod Storøya og Utvika, nåede Breivik frem til pumpehuset, der vendte væk fra øens landside. Her havde 20-30 unge gemt sig bagved den lille bygning. "Vær ikke bange. Gerningsmanden er taget. Jeg skal hjælpe jer," forsikrede han. Da de kom frem, begyndte han at skyde. Fjorten blev dræbt her.
Han medbragte to kander med i alt otte liter dieselolie, i den hensigt at antænde bygningerne. Imidlertid havde han glemt sin lighter, hvad han selv beskrev som "en kritisk fejl". I skolestuen på Utøya barrikaderede 47 personer fra AUF og Norsk Folkehjelp sig i hovedsalen, soveværelserne og brusebadene. Breivik skød to skud ind i indgangsdøren, men fjernede sig så. Han forklarede det med, at "operationen var vellykket", ud fra antal personer, der allerede var dræbt. Kort tid efter hørtes lyden af helikoptere, derefter råben udenfor, et brag og lyd af knust glas, fulgt af råbet "politi". Denne gang var det ægte politifolk.

### Breiviks overgivelse
Da Beredskabsstyrken gik i land lige efter kl. 18:30, gik der kun nogle minutter, før Breivik kom ud af skoven med hænderne holdt ud til siden. I nogle sekunder troede politifolkene, at han bar et bombebælte, og gjorde sig klar til at skyde ham i hovedet. Breivik var kun nogle sekunder fra selv at blive skudt. Politiet sendte følgende melding: "Gerningsmanden pågrebet. Flere skudt. Både skadede og dræbte. Behøver evakuering med helikopter – hurtigt!" Den følgende nat gik fem redningsmænd systematisk over hele øen, hver af dem beskyttet af fire til seks svært bevæbnede politifolk. Overalt så de små lys i mørket. Mobiltelefonerne lå der stadig og blinkede med fortvivlede anråb fra pårørende.
Tidlige rapporter nævnte, at fire var dræbt på øen, og at der ifølge norsk politi var en sammenhæng mellem eksplosionen i Oslo centrum og skuddramaet på Utøya.
Et øjenvidne fortalte til NRK, at der var mellem 20 og 30 dræbte. Politiet meddelte fejlagtigt, at mindst 80 unge var blevet dræbt.

## Vidners beretning
Manden, der skød på Utøya, blev beskrevet som nordisk af udseende, 185-190 cm høj, med blondt hår. 
Simen Brænden Mortensen, der var AUF-vagt på fastlandet, beskrev at manden kom i en sølvgrå varebil, var iført politiuniform og skudsikker vest, talte østlandsdialekt og var måske i 30'erne eller 40'erne.
Han gav udtryk for at der skulle foretages et rutinetjek på øen. Men vidnet Nicoline Bjerge Schie fortalte, at manden gik rundt og skød med 10 sekunders mellemrum i tre kvarter mens "han råbte, jublede og kom med flere sejrsråb". 
Folk råbte og græd.

## Udtalelser
Gro Harlem Brundtland, der forlod øen få timer før massakren begyndte, udtalte efter angrebene:
| „ | Det er en forferdelig og brutal tragedie. Det er så vanskelig å fatte. Kontrasten blir så enorm etter at man bare få timer før har møtt så engasjerte unge, unge mennesker som er så opptatt av sin egen samtid, sitt land og sin verden | “ |
|   | — — Gro Harlem Brundtland |   |

## Film og serier om massakren
- 22 July af instruktør Paul Greengrass
- Utøya 22. juli af instruktør Erik Poppe
- 22. juli af medieselskabet NRK
- When Terror struck Norway af journalist Ole Dammegård
- Utøya: De overlevende fortæller af medieselskabet NRK